# Eating Raoul
Eating Raoul ist eine US-amerikanische schwarze Komödie des Regisseurs Paul Bartel der zusammen mit Richard Blackburn auch das Drehbuch schrieb. Die Uraufführung des Low-Budget-Films war am 24. März 1982 in den Vereinigten Staaten. Bei den Internationalen Hofer Filmtagen 1982 kam es zur ersten Präsentation in der Bundesrepublik Deutschland. In den bundesrepublikanischen Lichtspielhäusern war der Film erstmals am 17. Dezember 1983 zu sehen.

## Handlung
Der gerade entlassene Weinfachverkäufer Paul und seine als Krankenschwester arbeitende Frau Mary träumen von einer Restaurant-Eröffnung. Während Mary das Abendessen für den anstehenden Maklerbesuch vorbereitet, gerät Paul wider Willen in einer Nachbarwohnung in eine Swinger-Party. Von dort wiederum schleicht sich ein Besucher in das Appartement der biederen Eheleute. Der zurückkehrende Paul erschlägt den Mary sexuell bedrängenden Mann mit einer Bratpfanne. Sie entnehmen dem Toten das Bargeld und werfen ihn in den Müllschlucker.
Nachdem ein Kreditantrag abgelehnt wurde und Paul einem Betrüger aufgesessen ist, zeigt sich, wie prekär die finanzielle Lage der beiden ist. Beim nächsten lüsternen Wohnungseindringling bewährt sich die Pfanne abermals, sodass Mary auf die Idee kommt, gezielt „Perverslinge“, wie sie sie nennt, per Inserat anzulocken, um diese niederzustrecken und auszunehmen. Das Verdienstmodell stellt sich zwar als anstrengender als gedacht heraus, floriert aber.
Der Kleinkriminelle Raoul kommt dem Paar auf die Schliche. Sein Angebot, die Leichen zu übernehmen und zu Geld zu machen, nehmen sie an. Einige Zeit später spioniert Paul Raoul nach und stellt fest, dass die Kleidung im Secondhandladen, die Autos beim Gebrauchtwagenhändler und die Körper in der Hundefutterfabrik mehr Geld einbringen als Raoul angibt. Als das Paar auf eigene Faust wirtschaftet, kommt es zum Konflikt, der mit einem Bratpfannenhieb auf Raouls Kopfs beendet ist. Da dies eine Dreiviertelstunde vor dem geplanten Vertragsabschluss mit dem Makler geschieht, kredenzen sie kurzerhand den zerlegten Raoul zum Abendessen.

## Produktion
Eating Raoul wurde innerhalb von 22 Tagen im kalifornischen Los Angeles abgedreht. Die Produktionskosten beliefen sich auf geschätzte 350.000 US-Dollar.

## Kritiken
„Bösartige schwarze Komödie, die als Satire auf die Sexbesessenheit des Kleinbürgers und Praktiken kapitalistischer Profitmaximierung um jeden Preis zwischen makabrer Posse und albernem Humor pendelt. Optisch dezent, drastisch im Dialog.“

„Rabenschwarz, bitter-böse und sehr lustig!“

„Er ist zwar makaber, aber zugleich so bieder, wie es das schreckliche Paar zeitlebens bleiben wird – und aus diesem Widerspruch von Sein und Tun wären noch ganz andere Funken zu schlagen gewesen.“

## Auszeichnungen
Eating Raoul wurde für den Saturn Award 1983 als bester Low-Budget-Film nominiert. Mary Woronov erhielt für ihre Rolle der Mary Bland eine Nominierung als beste Hauptdarstellerin.

## Soundtrack
Arlon Ober, Los Lobos – Eating Raoul – Original Motion Picture Soundtrack. Varèse Sarabande 1982 – STV 81164

## Musical
Eating Raoul wurde als Musical adaptiert und in einer Off-Broadway-Produktion im Jahr 1992 im Union Square Theatre in New York City uraufgeführt.